# Rosa 'Eglantyne'
'Eglantyne' ('AUSmak' es el nombre del obtentor registrado), es un cultivar de rosa que fue conseguido en Reino Unido en 1991 por el rosalista británico David Austin.

## Descripción
'Eglantyne' es una rosa moderna cultivar del grupo « English Rose Collection ».
El cultivar procede del cruce de planta de semillero x 'Mary Rose' ®.
Las formas arbustivas del cultivar tienen porte erguido que alcanza más de 105 cm de alto con 75 a 120 cm de ancho. Tallos armados con espinas tupidas. Las hojas son de color verde oscuro mate de tamaño medio, follaje coriáceo. Con 5 a 7 foliolos.
Los capullos puntiagudos, ovoides, redondeados. Sus delicadas flores de color rosa sueve. Fragancia moderada, de rosa híbrido de té. Flor con 130 a 140 pétalos. El diámetro medio de 3". Flor de tamaño mediano, muy completa (41 + pétalos), en pequeños grupos, en forma de copa a plana, en cuartos, rosetón, forma flor pasada de moda, con volantes.
Florece en oleadas a lo largo de la temporada. Primavera o verano son las épocas de máxima floración, si se le hacen podas, pero más tarde tiene después floraciones dispersas.

## Origen
El cultivar fue desarrollado en Reino Unido por el prolífico rosalista británico David Austin en 1991. 'Eglantyne' es una rosa híbrida con ascendentes parentales de planta de semillero x 'Mary Rose' ®.
El obtentor fue registrado bajo el nombre cultivar de 'AUSmak' por David Austin en 1994 y se le dio el nombre comercial de exhibición 'Eglantyne'™.
También se le reconoce por los sinónimos de 'AUSmak', 'Eglantyne Jebb',  y 'Masako'.
- La rosa 'Eglantyne' fue introducida en la Unión Europea con la patente "European Union - Patent No: 1524  on  16 Dec 1996/Application No: 19950469  on  24 Jul 1995".[1]
- La rosa 'Eglantyne' fue introducida en Estados Unidos con la patente "United States - Patent No: PP 9,526  on  30 Apr 1996/Application No: 08/404,332  on  14 Mar 1995".[1]
- La rosa 'Eglantyne' fue introducida en Australia con la patente "Australia - Application No: 1997/078  on  1997".[1]

## Premios y galardones
- RHS/RNRS Award of Garden Merit 2001.

## Cultivo
Aunque las plantas están generalmente libres de enfermedades, es posible que sufran de punto negro en climas más húmedos o en situaciones donde la circulación de aire es limitada. Se desarrollan mejor a pleno sol. En América del Norte son capaces de ser cultivadas en USDA Hardiness Zones 5b a 10b. La resistencia y la popularidad de la variedad han visto generalizado su uso en cultivos en todo el mundo.
Puede ser utilizado para las flores cortadas, jardín o portador guia. Vigorosa. En la poda de Primavera es conveniente retirar las cañas viejas y madera muerta o enferma y recortar cañas que se cruzan. En climas más cálidos, recortar las cañas que quedan en alrededor de un tercio. En las zonas más frías, probablemente hay que podar un poco más que eso. Requiere protección contra la congelación de las heladas invernales.

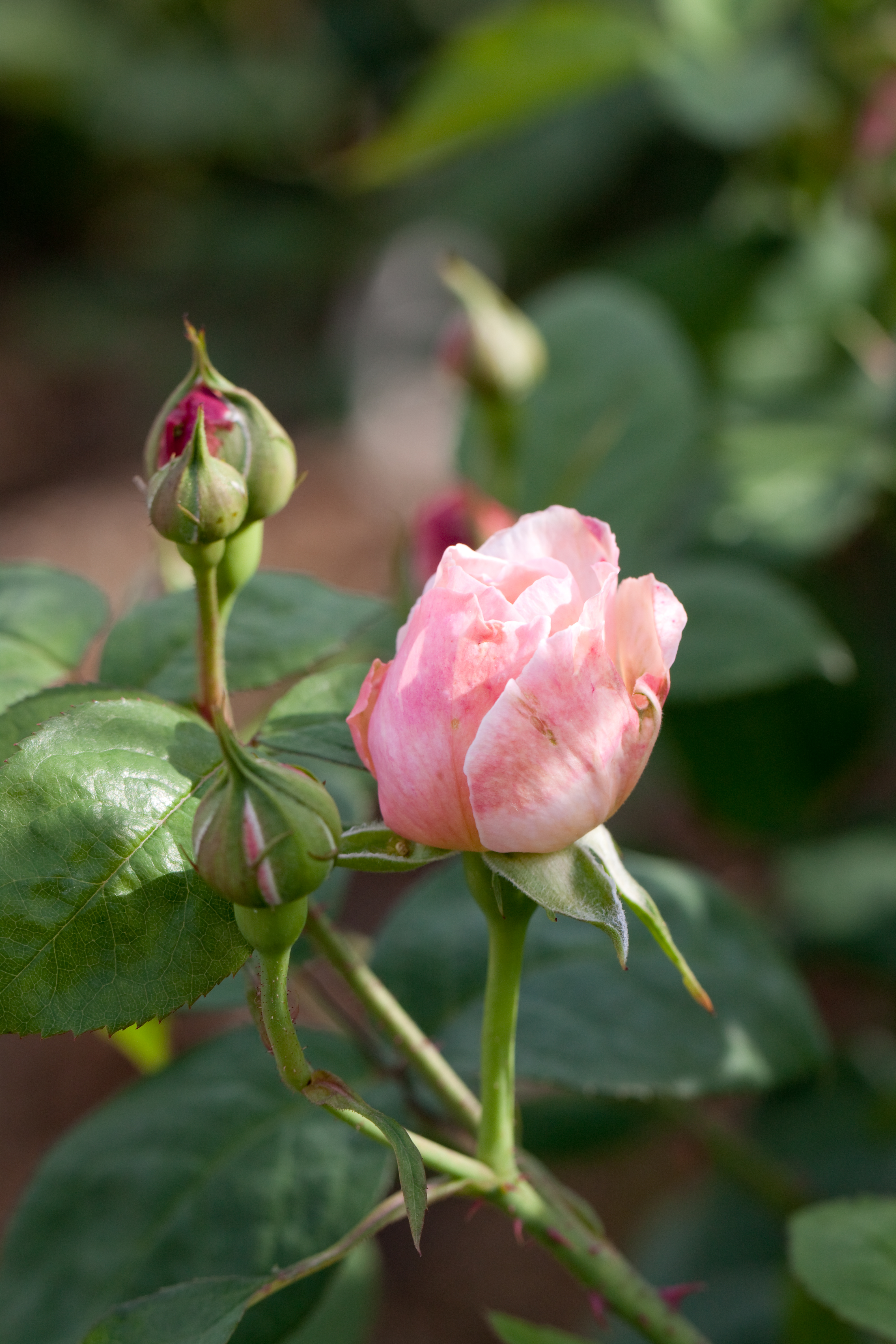
Capullo de la Rosa 'Masako'('Eglantyne').
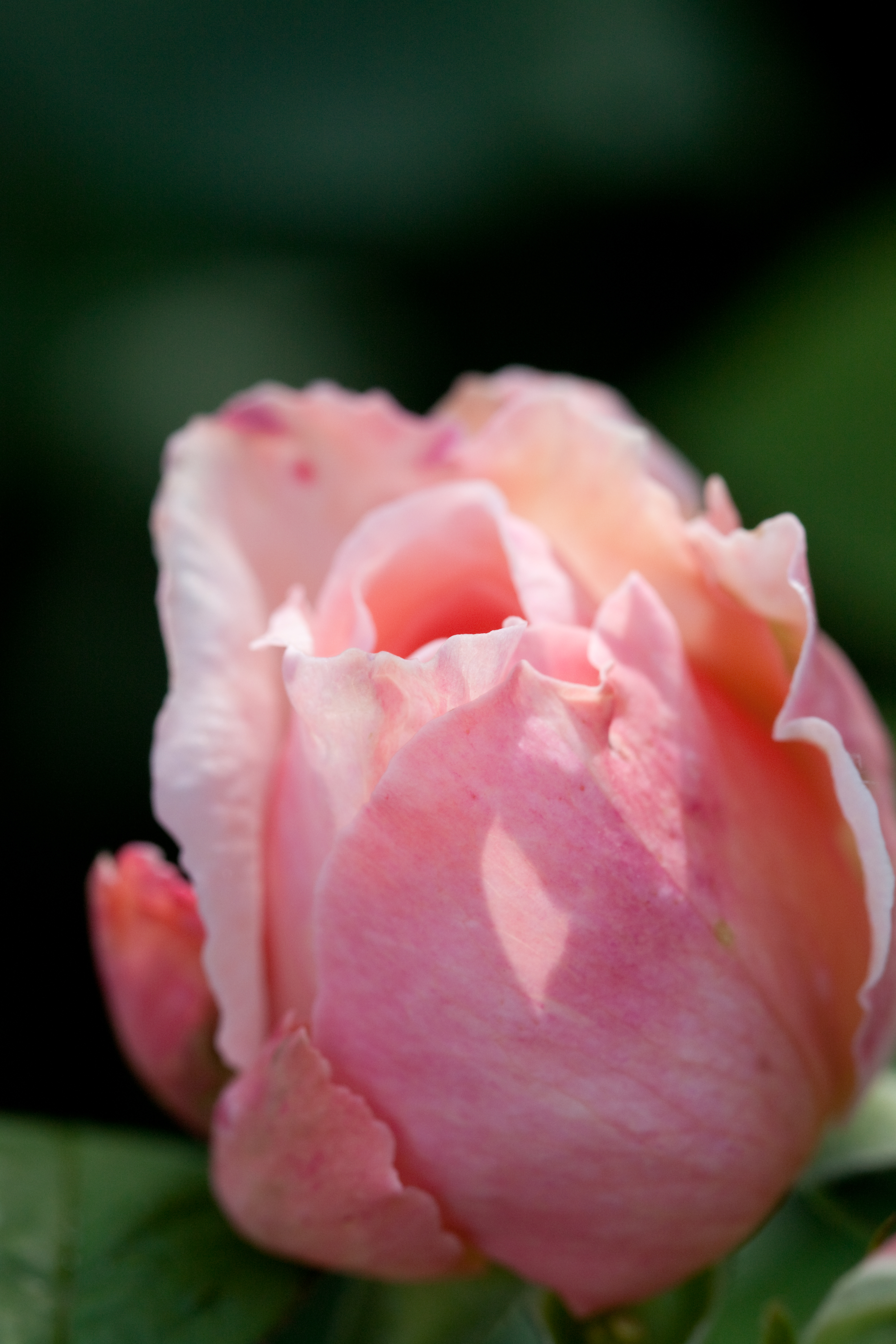
Rosa 'Masako'('Eglantyne').
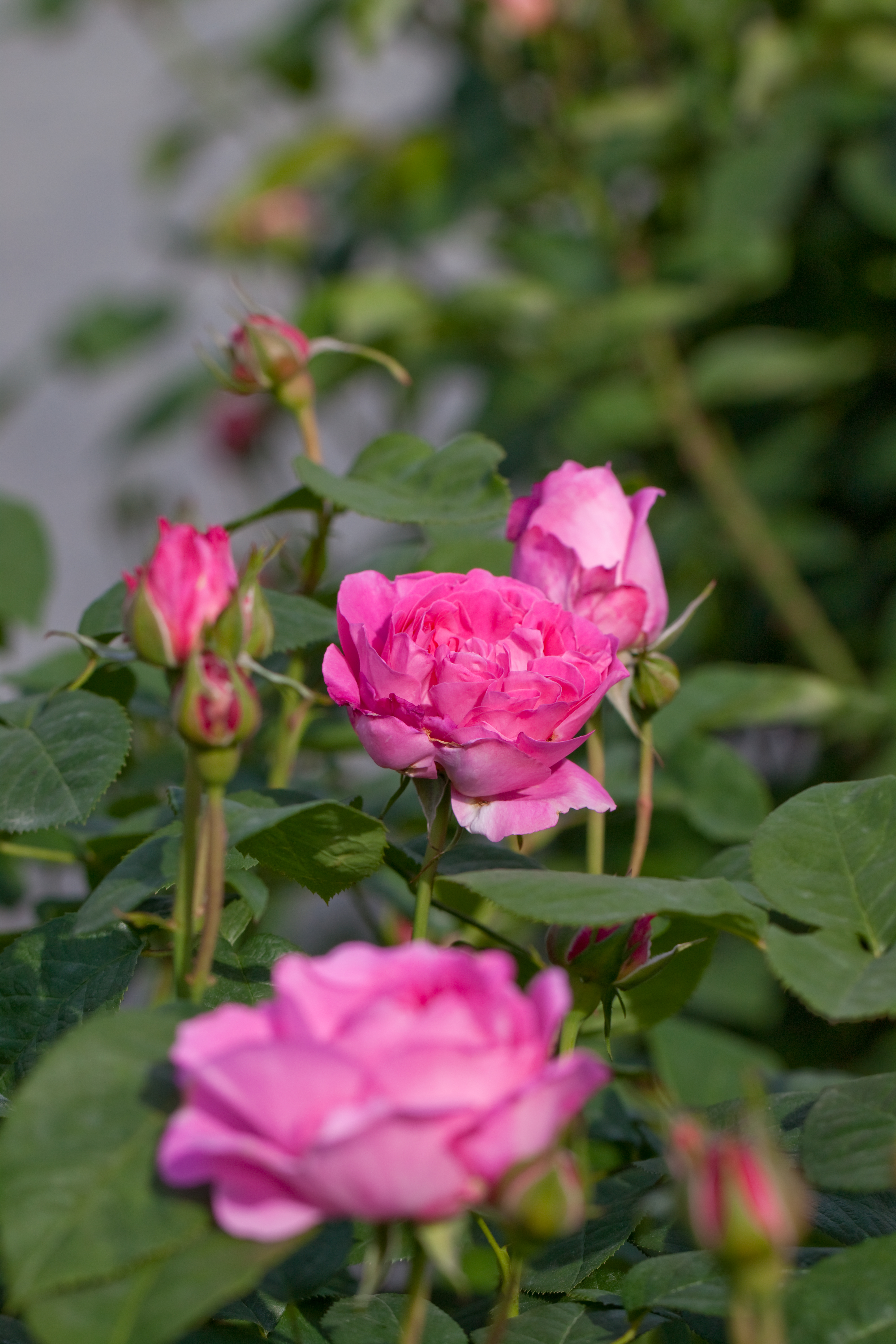
Rosa 'Masako'('Eglantyne').
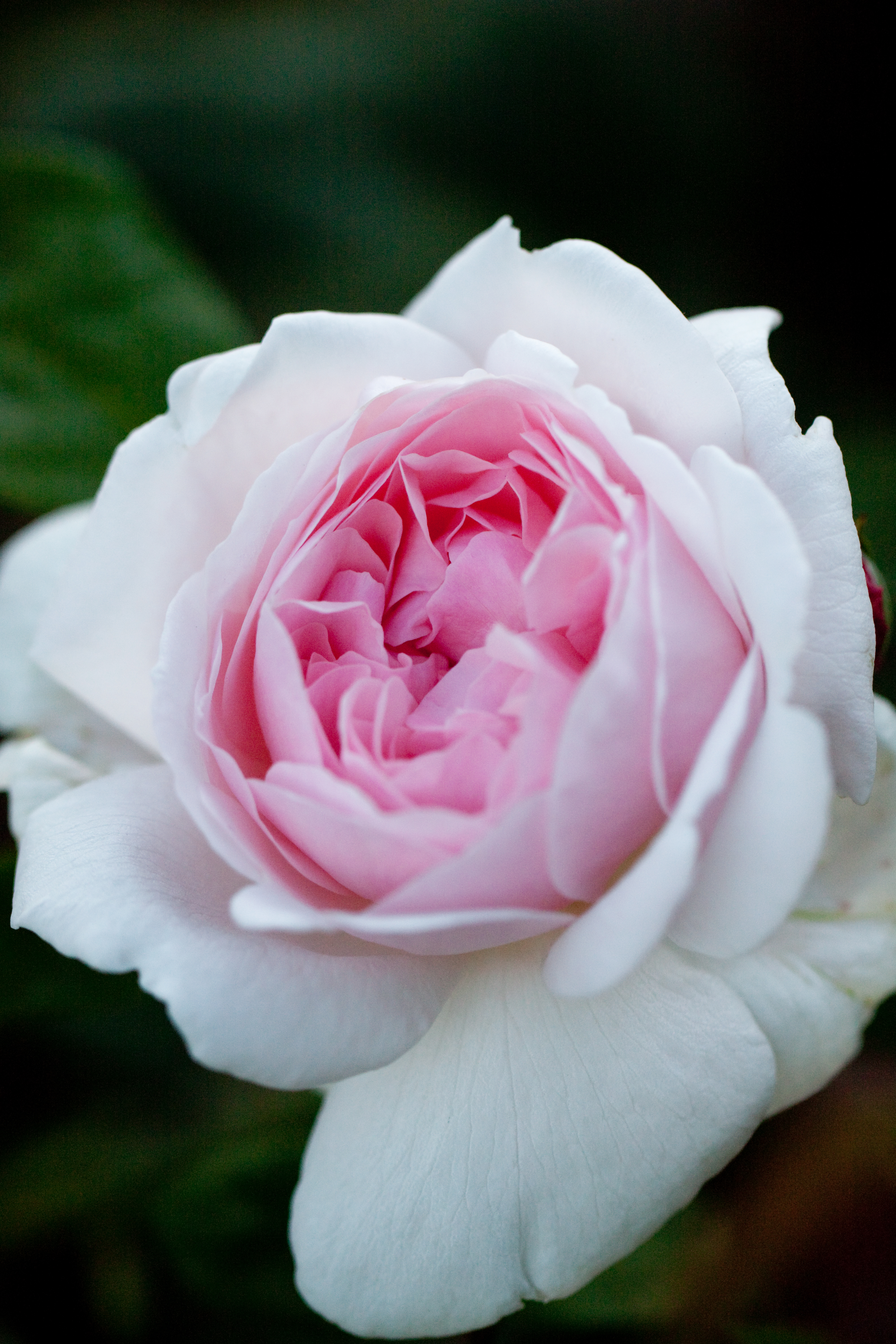
Rosa 'Masako'('Eglantyne'). Rosa dedicada a la coronación de la Princesa Masako de Japón.